# Elisabeth Simon
Elisabeth Simon (* 14. Februar 1987 in Mönchengladbach) ist mehrfache Gruppenweltmeisterin im Voltigieren. Sie gewann als Longenführerin mit ihrer Gruppe die Deutsche Meisterschaft.
Sie wohnt in der Eifel in Abenden bei Nideggen.
Bereits mit 5 Jahren begann sie beim Dürener Reitverein mit dem Voltigieren. Seit Ende 2005 gehört sie zum Team Neuss, der ersten Gruppe des RSV Grimlinghausen, mit dem sie am 27. August 2006 bei den Weltreiterspielen in Aachen die Goldmedaille gewann. Mit dem Team war sie unter anderem mehrfache Siegerin des CHIO Aachen und der Deutschen Meisterschaften. 2011 wurde sie mit der Gruppe Europameisterin.
Mit dem Team Neuss auf Arkansas erreichte sie bei den Weltmeisterschaften 2012 die Silbermedaille und bei den Europameisterschaften 2013 Gold.
2014 konnte sie erneut bei den Weltmeisterschaften mit dem Team Neuss die Goldmedaille erringen, diesmal auf der 2005 geborenen Fuchsstute Delia von De Niro.
2017 gewann sie mit dem Team Neuss als Longenführerin die Deutsche Meisterschaft in Verden im Gruppenvoltigieren. Das Team trat auf der von Helmut Ostermeider in Bückeburg gezogenen Hannoveranerstute  Delia FRH an.